# Atolia (California)
Atolia es un área no incorporada ubicada en el condado de San Bernardino en el estado estadounidense de California.

## Geografía
Atolia se encuentra ubicada en las coordenadas 35°18′53″N 117°36′33″O / 35.31472, -117.60917.